# The Velvet Hand
The Velvet Hand er en amerikansk stumfilm fra 1918 af Douglas Gerrard.

## Medvirkende
- Fritzi Brunette - Gianna Russelli
- William Conklin - Paul Trovelli
- Gino Corrado - Russino Russelli
- F. A. Turner - Russo Russelli
- Wedgwood Nowell - Visconte
- Carmen Phillips - Michetti
- Nicholas Dunaew